# Peter Filardi
Peter Andrew Filardi (* 27. April 1962 in Mystic, Connecticut) ist ein US-amerikanischer Drehbuchautor, Filmproduzent und -regisseur.

## Leben
Filardi trat zunächst mit dem Drehbuch für eine Folge der Serie MacGyver im Jahr 1988 in Erscheinung. In den 1990er und 2000er Jahren folgten einige weitere Drehbücher für Film- und Fernsehproduktionen. Im Jahr 2000 gab er mit Ricky 6 sein Regiedebüt.
Peter Filardi ist mit der Drehbuchautorin Claudia Grazioso verheiratet. Sein Bruder Jason Filardi ist ebenfalls Drehbuchautor. Er besuchte die Boston University.

## Filmografie

### Als Drehbuchautor
- 1988: MacGyver (Fernsehserie, Folge 3x19)
- 1990: Flatliners – Heute ist ein schöner Tag zum Sterben (Flatliners)
- 1996: Der Hexenclub (The Craft)
- 2000: Ricky 6
- 2004: Stephen King: Salem's Lot (Fernsehfilm)
- 2006: Stephen King's Alpträume (Miniserie, 1 Folge)

### Als Produzent
- 1990: Flatliners – Heute ist ein schöner Tag zum Sterben (Flatliners)
- 2014: Freezer

### Als Regisseur
- 2000: Ricky 6

## Auszeichnungen
- 2000: 3. Platz des Best International Film für Ricky 6
- 2001: Nominierung für den International Fantasy Film Award in der Kategorie Bester Film für Ricky 6